# Acanosema nervosum
Acanosema nervosum är en stekelart som först beskrevs av Thomson 1858.  Acanosema nervosum ingår i släktet Acanosema, och familjen hyllhornsteklar. Arten är reproducerande i Sverige.